# Audofleda
Audofleda (kh. 467 - kh. 511), là một vương hậu người Goth của Vương quốc Ostrogoth sau khi kết hôn với Theodoric Đại vương.
Bà là em gái của Clovis I, Vua người Frank. Bà thành hôn với Theodoric Đại vương, Vua người Ostrogoth (471–526), vào khoảng năm 493 (không rõ ngày tháng chính xác). Chính Theodoricus đã phái sứ giả đến bàn chuyện hôn lễ với Clovis. Động thái chính trị này giúp Theodoricus liên minh với người Frank, và bằng cách gả con gái cho các vị vua của người Burgundi, người Vandal và người Visigoth, ông đã tự mình kết đồng minh với mọi vương quốc 'Man tộc' lớn ở phương Tây.
Audofleda vốn là dân ngoại giáo trước khi kết hôn và được một viên giám mục phái Arian rửa tội trong ngày thành hôn. Theodoricus và Audofleda có với nhau một cô con gái tên là Amalasuntha nắm quyền cai trị người Ostrogoth từ năm 526 đến năm 534.